# Minagrion ribeiroi
Minagrion ribeiroi är en trollsländeart som först beskrevs av Santos 1962.  Minagrion ribeiroi ingår i släktet Minagrion och familjen dammflicksländor. IUCN kategoriserar arten globalt som akut hotad. Inga underarter finns listade i Catalogue of Life.